# Cauldwell
Cauldwell – osada w Anglii, w hrabstwie Derbyshire, w dystrykcie South Derbyshire. Leży 22 km na południowy zachód od miasta Derby i 172 km na północny zachód od Londynu.